# 10443 van der Pol
A 10443 van der Pol (ideiglenes jelöléssel 1045 T-2) a Naprendszer kisbolygóövében található aszteroida. Cornelis Johannes van Houten,  Ingrid van Houten-Groeneveld és Tom Gehrels fedezte fel 1973. szeptember 29-én.